# Andromeda (torpediniera)
L'Andromeda è stata una torpediniera della Regia Marina, varata nel 1936 e affondata nel 1941.

## Storia
La sua costruzione è avvenuta negli stabilimenti Ansaldo di Sestri Ponente a Genova, dove lo scafo venne impostato sugli scali il 2 ottobre 1935. La nave, varata il 28 giugno 1936 è entrata in servizio il 6 dicembre 1936.

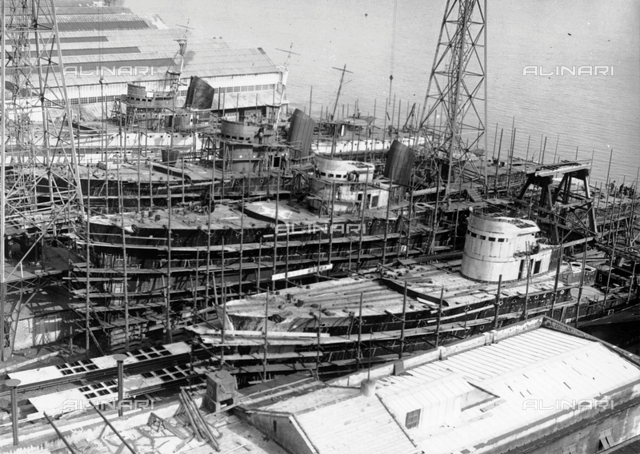
L’Andromeda e le gemelle Altair, Antares ed Aldebaran in costruzione nel 1936

Dopo l'entrata in servizio la nave effettuò una crociera nel Mar Egeo che la portò nelle isole del Dodecaneso.
Successivamente l'unità fu impiegata nelle acque del Mar Tirreno.
Nel 1937-1938 l’Andromeda partecipò alla guerra civile spagnola, effettuando azioni volte a contrastare il contrabbando di rifornimenti destinati alle truppe repubblicane spagnole.
Sempre durante il 1938 la nave prese parte alla celebre rivista navale «H» nel golfo di Napoli.

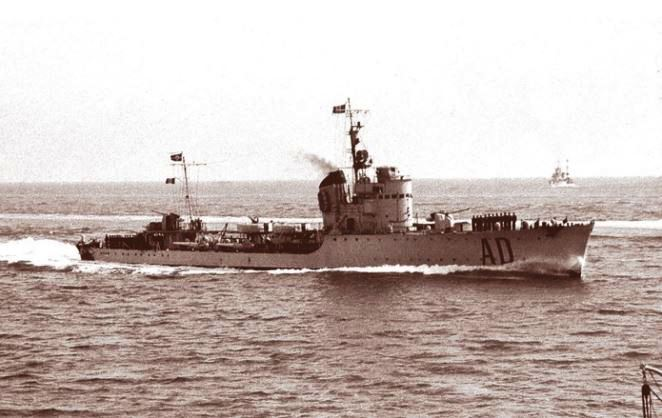
L'Andromeda alla rivista “H”, il 5 maggio 1938 nel Golfo di Napoli in occasione della visita di Hitler in Italia

Nell'agosto 1938 l’Andromeda partecipò ad un ciclo di addestramento al largo dell'isola d'Elba.
All'inizio della seconda guerra mondiale l’Andromeda faceva parte della XII Squadriglia Torpediniere di base a Messina, che formava insieme alle gemelle Altair, Antares ed Aldebaran. Comandante dell'unità era, già dal 30 aprile 1940, il capitano di corvetta Enea Picchio.
Impiegata inizialmente nelle scorte dei convogli per il Nordafrica, la nave fu poi trasferita a quelle sulle rotte che dalla Puglia rifornivano le truppe italiane operanti in Albania.
Il 14 giugno 1940 l’Andromeda e le tre unità sezionarie lasciarono Trapani e furono inviate a La Spezia, in seguito al bombardamento di alcune città liguri da parte di una squadra navale francese.
Il 5 settembre le quattro unità della XII Squadriglia effettuarono la posa di un campo minato al largo della base della Valletta (Malta).
Alle 13.30 del 28 ottobre l’Andromeda lasciò Augusta per trasferirsi a Brindisi, dove giunse l'indomani mattina scampando ad alcuni attacchi aerei britannici ed iniziando fin dall'inizio le missioni di scorta, per la maggior parte notturna, dei convogli sulla rotta Brindisi-Valona.
Tra il 31 ottobre ed il 1º novembre Andromeda, Antares, Altair ed Aldebaran avrebbero dovuto appoggiare le «Forze Navali Speciali» nelle operazioni di sbarco a Corfù, ma tale sbarco venne cancellato poco dopo la partenza delle navi dalla base; le truppe imbarcate sulle unità da sbarco (due vetusti incrociatori, altrettanti anziani cacciatorpediniere, undici vecchie torpediniere, quattro incrociatori ausiliari, tre navi da sbarco e quattro MAS) vennero trasportate da queste a Valona.
Nella mattina del 12 novembre dello stesso anno la torpediniera partì da Bari venne inviata in pattugliamento con altre unità nel canale d'Otranto, nell'ambito delle misure conseguenti la distruzione, avvenuta la notte precedente, di un convoglio italiano da parte di una divisione di incrociatori inglesi.
Tra il 20 novembre ed il 21 dicembre l’Andromeda, che scortava le navi sulla rotta Brindisi-Valona, fu trasferita sulla più sicura rotta Bari-Durazzo.
Durante questo periodo, il 6 dicembre, l’Andromeda e la gemella Altair, dopo il siluramento da parte del sommergibile britannico Triton del piroscafo Olimpia (nel punto 41°06' N e 18°39' E), diedero la caccia all'unità subacquea nemica: a seguito di questa azione il Triton potrebbe essere stato affondato (il sommergibile tuttavia potrebbe anche essere uscito indenne dalla caccia ed essere poi saltato su mine od affondato in altre azioni antisom).
Il 21 dicembre la nave tornò a prestare servizio tra Brindisi e Valona.
Tre giorni dopo la nave scortò da Bari e Brindisi a Valona, insieme all'incrociatore ausiliario Barletta, un convoglio composto dai trasporti truppe Firenze, Argentina ed Italia e dall'incrociatore ausiliario Narenta: alle 13.20 del 24 dicembre, tuttavia, il Firenze venne silurato dal sommergibile greco Papanikolis ed affondò portando con sé 93 uomini, mentre altri 874 poterono essere salvati dal Barletta. L’Andromeda partecipò alle operazioni di soccorso recuperando 29 sopravvissuti e 13 cadaveri, tutti alpini.
Il 5 gennaio 1941 assunse il comando dell’Andromeda il tenente di vascello Corrado Villani.
L'indomani la nave, assieme alle gemelle Partenope, Pallade ed Altair ed ai cacciatorpediniere Alfieri, Carducci, Fulmine e Gioberti, bombardò le posizioni greche di Porto Palermo (Albania).
Il 1º marzo la torpediniera bombardò nuovamente, unitamente al vecchio cacciatorpediniere Augusto Riboty, delle installazioni militari greche lungo la costa albanese.
Alle 5.50 dell'11 marzo 1941 la nave lasciò Brindisi per scortare un convoglio in Albania. Nel corso della giornata attraversò ripetutamente il canale d'Otranto in entrambi i sensi, per poi ormeggiarsi a Valona alle 21.30.
Da quel momento rimase dislocata a Valona con compiti di protezione delle navi alla fonda dai ripetuti attacchi di aerosiluranti britannici verificatisi in quel periodo.
Il 16 marzo 1941, al tramonto, l’Andromeda ricevette l'ordine di ormeggiarsi nelle acque ad est della penisola di Karaborum (baia di Valona). In tale zona erano state fatte ormeggiare sei navi mercantili; l’Andromeda diede fondo all'estremità meridionale della fila di navi all'àncora, mentre un'altra torpediniera, la vecchia Abba, si ormeggiò sul lato opposto: le due navi (che si trovavano comunque con le caldaie accese e pronte a muovere, se necessario) avrebbero protetto i trasporti con le loro artiglierie contraeree. Ad est del gruppo erano ormeggiate la nave cisterna e da sbarco Sesia ed il grosso motopeschereccio Genepesca Seconda, adibite ad eventuali operazioni di soccorso nel caso qualche nave fosse stata colpita. Le navi, oscurate, si posero alla fonda nei punti prestabiliti alle 18.30.
Alle 23.50 ed alle 23.58 un gruppo di 6 aerosiluranti Fairey Swordfish, inviati ad attaccare le navi ormeggiate in rada, fu avvistato dapprima dalla località di vedetta di Derni e poi rilevato dalla stazione aerofonica di Saseno. La contraerea iniziò un tiro di sbarramento, poi interrotto in seguito al decollo di caccia italiani.
A mezzanotte gli aerei britannici giunsero sulla baia di Valona: avvertendo il rumore dei loro motori, l’Andromeda e l’Abba iniziarono ad effettuare fuoco di sbarramento. Uno degli Swordfish, portatosi a 400 metri dall’Andromeda (la cui prua era orientata verso la riva), sganciò il proprio siluro perpendicolarmente rispetto alla torpediniera. Su ordine del comandante Villani la nave mise le macchine avanti tutta per sottrarsi all'impatto, ma era troppo tardi: alle 00.02 del 17 marzo, qualche istante dopo che l’Andromeda si era messa in movimento, il siluro andò a segno sul fianco sinistro all'altezza del fumaiolo: l'esplosione devastò la sala macchine e qualche secondo dopo anche le caldaie, che erano state messe in pressione, scoppiarono: l'esplosione fu tale da estendere lo squarcio fino al lato di dritta. Mortalmente colpita, la nave affondò quasi subito nel punto 40°21' N e 19°28' E.
Perirono con la nave 50 uomini (45 risultarono dispersi, mentre solo cinque furono i corpi recuperati), mentre 87 poterono essere tratti in salvo. Per tutti gli uomini dell'equipaggio, morti e sopravvissuti, venne decretata la Croce di guerra al valor militare il 23 giugno 1941.
Il relitto dell’Andromeda giace sui fondali della baia di Valona, ad una profondità di circa di 45 metri.
Il relitto è stato identificato da alcuni subacquei italiani nel dicembre del 2016 nell'ambito di una spedizione subacquea alla quale hanno partecipato Edoardo Pavia, Mauro Pazzi, Michele Favaron, Cesare Balzi e Massimiliano Canossa.
La torpediniera Andromeda giace oggi, spezzata in due parti e prevalentemente ricoperta da reti, su un fondale sabbioso alla profondità di 53 metri. Sul relitto è stata realizzata una completa copertura video fotografica che ha portato all’identificazione ufficiale della nave, in collaborazione con l’Ammiraglio Giuseppe Celeste, presidente dell’Associazione Amici del Museo e della Storia di La Spezia, in particolare grazie all’individuazione dei tre cannoni 100/47 millimetri OTO mod.35 ed il ritrovamento della Stella d’Italia sull’estremità della prora.

## Le vittime
L'elenco delle vittime:
1. Pietrino Amerio, sottocapo cannoniere, disperso
2. Ugo Ballerini, marinaio carpentiere, disperso
3. Bruno Banfo, marinaio silurista, disperso
4. Italo Barbini, sottocapo nocchiere, disperso
5. Aladino Bardini, marinaio cannoniere, disperso
6. Giuseppe Beccalossi, marinaio, disperso
7. Leandro Bertagna, secondo capo silurista, disperso
8. Carlo Boemo, marinaio, disperso
9. Nicolò Bongiorno, marinaio cannoniere, disperso
10. Romano Carminati, marinaio fuochista, disperso
11. Enrico Castaldi, sottotenente di vascello, disperso
12. Antonio Castrovilli, marinaio meccanico, disperso
13. Faliero Catani, sergente cannoniere, disperso
14. Francesco Chiattelli, marinaio meccanico, disperso
15. Efisio Chiesa, secondo capo radiotelegrafista, deceduto
16. Vincenzo Congedi, marinaio fuochista, disperso
17. Pasquale D’Ambrosio, marinaio fuochista, disperso
18. Dino Da Milano, capo elettricista di terza classe, deceduto
19. Antonio Dell’Isola, marinaio fuochista, disperso
20. Giuseppe Farris, sottocapo cannoniere, disperso
21. Aldo Dante Ferretti, marinaio S. D. T., disperso
22. Concetto Fidemi, marinaio cannoniere, disperso
23. Luigi Garzoglio, secondo capo furiere, disperso
24. Angelo Giuseppini, capo meccanico di terza classe, deceduto
25. Massimo Innocenti, sottocapo torpediniere, disperso
26. Pantaleo Leone, marinaio, disperso
27. Virgilio Manca, marinaio fuochista, disperso
28. Michele Marano, marinaio cannoniere, disperso
29. Aladino Marini, secondo capo meccanico, disperso
30. Alessandro Martini, sottocapo meccanico, disperso
31. Angelo Mazzarisi, sottocapo infermiere, disperso
32. Giovanni Mollica, marinaio fuochista, disperso
33. Italo Vito Morelli, marinaio cannoniere, disperso
34. Vladimiro Nacinovich, sottocapo nocchiere, disperso
35. Fioravante Nuzzo, sergente furiere, disperso
36. Vinicio Pantaleoni, sergente cannoniere, disperso
37. Pietro Pavia, marinaio, deceduto
38. Giuseppe Pazzona, marinaio fuochista, deceduto per le ferite il 20 marzo 1941
39. Luigi Pedio, sottocapo cannoniere, disperso
40. Lorenzo Petrarolo, marinaio fuochista, disperso
41. Ubaldo Pizzati, marinaio, disperso
42. Alberto Prandoni, capo meccanico di prima classe, disperso
43. Rocco Ranalli, marinaio fuochista, disperso
44. Bruno Ravarino, sottocapo torpediniere, disperso
45. Domenico Sammartino, marinaio cannoniere, disperso
46. Matteo Schiavone, capo silurista di terza classe, disperso
47. Mario Soravia, marinaio silurista, disperso
48. Giuseppe Tosatto, marinaio, disperso
49. Antonio Vassalle, marinaio fuochista, disperso